# Fandriana
Fandriana – miasto w środkowym Madagaskarze, w prowincji Fianarantsoa. Według szacunków na 2008 rok liczy 32 246 mieszkańców.